# Unione Sportiva Alessandrina 1919-1920
Questa pagina raccoglie le informazioni riguardanti l'Unione Sportiva Alessandrina nelle competizioni ufficiali della stagione 1919-1920.

## Stagione
Nella stagione 1919-1920 l'Alessandrina disputò il primo campionato di Prima Categoria della sua storia, avendone ottenuto l'ammissione dopo una gara di qualificazione vinta contro la Novarese.
La squadra concluse all'ultimo posto il proprio girone eliminatorio piemontese, dopo uno spareggio con l'Amatori di Torino, e retrocesse in Promozione; al termine del campionato fu assorbita dall'Alessandria Foot Ball Club.

## Divise
| 1ª maglia |

## Organigramma societario
Area direttiva
- Presidente: Gino Gandini
- Segretario: Giuseppe Coreggia

Area tecnica
- Direttore Tecnico: Pietro Fossati
- Allenatore in 2ª: Ugo Milano

## Rosa
| N. |                   | Ruolo | Calciatore          |
| -- | ----------------- | ----- | ------------------- |
|    | Italia (bandiera) | P     | Mario Orgero        |
|    | Italia (bandiera) | P     | Carlo Vescovi       |
|    | Italia (bandiera) | D     | Guglielmo Barberis  |
|    | Italia (bandiera) | D     | Coppo               |
|    | Italia (bandiera) | D     | Arturo Lazoli (II)  |
|    | Italia (bandiera) | D     | Pierino Losi        |
|    | Italia (bandiera) | C     | Emilio Bonato       |
|    | Italia (bandiera) | C     | Giuseppe Canobbio   |
|    | Italia (bandiera) | C     | Cesare Fiore        |
|    | Italia (bandiera) | C     | Vito Prato          |
|    | Italia (bandiera) | C     | Achille Sperati     |
|    | Italia (bandiera) | C     | Secondo Talamazzini |
|    | Italia (bandiera) | C     | Giuseppe Testa      |

| N. |                   | Ruolo | Calciatore            |
| -- | ----------------- | ----- | --------------------- |
|    | Italia (bandiera) | A     | Daniele               |
|    | Italia (bandiera) | A     | De Nicolai            |
|    | Italia (bandiera) | A     | Marchetti             |
|    | Italia (bandiera) | A     | Micheli               |
|    | Italia (bandiera) | A     | Siro Montanari (II)   |
|    | Italia (bandiera) | A     | Umberto Montanari (I) |
|    | Italia (bandiera) | A     | Maurizio Monticelli   |
|    | Italia (bandiera) | A     | Natale Muratori       |
|    | Italia (bandiera) | A     | Robotti               |
|    | Italia (bandiera) | A     | Scagni                |
|    | Italia (bandiera) | A     | Pietro Scevola        |
|    | Italia (bandiera) | A     | Giuseppe Scovenna     |
|    | Italia (bandiera) | A     | Valentini             |

## Risultati

### Prima Categoria

#### Qualificazione
| Arbitro: | Rangone (Alessandria) |

|               |           |  |
| Lazoli II 75’ | Marcatori |  |

#### Eliminatorie

##### Girone d'andata
| Arbitro: | Actis (Torino) |

|                |           |  |
| Ferrero , Bona | Marcatori |  |

| Arbitro: | E. Berardo (Torino) |

|                                  |           |              |
| Mosso I 35’, 89’ Boglietti I 67’ | Marcatori | 2’ Valentini |

| Arbitro: | Massa (Torino) |

|  |           |                                                       |
|  | Marcatori | 16’, 60’ Rampini II 75’ Mattuteia 86’ (aut.) Barberis |

| Arbitro: | Armano (Torino) |

|       |           |          |
| Fiore | Marcatori | Vercelli |

| Arbitro: | Minoli (Torino) |

|                            |           |               |
| Terragni Roasio I Genova , | Marcatori | Daniele Fiore |

##### Girone di ritorno
| Arbitro: | Canestrini (Novara) |

|  |           |                                                     |
|  | Marcatori | 19’ Ferraris 67’ Giriodi 74’ Varalda II 80’ Ferrero |

| Arbitro: | Zardelli (Casale Monferrato) |

|                    |           |  |
| Ardissone 12’, 20’ | Marcatori |  |

| Alessandria 14 dicembre 1919 | Alessandrina          | 0 – 0 | Biellese | Campo al Cristo\| Arbitro: \| Rangone (Alessandria) \| |
| Arbitro:                     | Rangone (Alessandria) |       |          |                                                        |

| Arbitro: | Sganzetta (Torino) |

|                   |           |                       |
| Migliore Gariglio | Marcatori | Montanari I , Daniele |

| Arbitro: | De Marchi |

|  |           |           |
|  | Marcatori | 18’ Calvi |

#### Spareggio
| Arbitro: | Canestrini (Novara) |

|           |           |         |
| Gol · Gol | Marcatori | Daniele |

## Statistiche

### Statistiche di squadra
| Competizione   | Punti | In casa | In casa | In casa | In casa | In casa | In casa | In trasferta | In trasferta | In trasferta | In trasferta | In trasferta | In trasferta | Totale | Totale | Totale | Totale | Totale | Totale | DR  |
| Competizione   | Punti | G       | V       | N       | P       | Gf      | Gs      | G            | V            | N            | P            | Gf           | Gs           | G      | V      | N      | P      | Gf     | Gs     | DR  |
| -------------- | ----- | ------- | ------- | ------- | ------- | ------- | ------- | ------------ | ------------ | ------------ | ------------ | ------------ | ------------ | ------ | ------ | ------ | ------ | ------ | ------ | --- |
| Qualificazioni |       | -       | -       | -       | -       | -       | -       | 1            | 1            | 0            | 0            | 1            | 0            | 1      | 1      | 0      | 0      | 1      | 0      | +1  |
| Campionato     | 4     | 5       | 0       | 2       | 3       | 1       | 10      | 5            | 1            | 0            | 4            | 6            | 14           | 10     | 1      | 2      | 7      | 7      | 24     | -17 |
| Spareggio      |       | -       | -       | -       | -       | -       | -       | 1            | 0            | 0            | 1            | 1            | 2            | 1      | 0      | 0      | 1      | 1      | 2      | -1  |
| Totale         | -     | 5       | 0       | 2       | 3       | 1       | 10      | 7            | 2            | 0            | 5            | 8            | 16           | 12     | 2      | 2      | 8      | 9      | 26     | -17 |

### Statistiche dei giocatori[4]
| Giocatore         | Qualificazioni | Qualificazioni | Prima Categoria | Prima Categoria | Spareggio | Spareggio | Totale   | Totale |
| Giocatore         | Presenze       | Reti           | Presenze        | Reti            | Presenze  | Reti      | Presenze | Reti   |
| ----------------- | -------------- | -------------- | --------------- | --------------- | --------- | --------- | -------- | ------ |
| G. Barberis       | -              | -              | 3               | 0               | -         | -         | 3        | 0      |
| E. Bonato         | 1              | 0              | 9               | 0               | 1         | 0         | 11       | 0      |
| G. Canobbio       | 1              | 0              | 3               | 0               | 1         | 0         | 5        | 0      |
| Coppo             | -              | -              | -               | -               | 1         | 0         | 1        | 0      |
| Daniele           | -              | -              | 5               | 3               | 1         | 1         | 6        | 4      |
| De Nicolai        | 1              | 0              | 10              | 0               | -         | -         | 11       | 0      |
| C. Fiore          | 1              | 0              | 10              | 2               | 1         | 0         | 12       | 2      |
| A. Lazoli (II)    | 1              | 1              | 5               | 0               | -         | -         | 6        | 1      |
| P. Losi           | 1              | 0              | 10              | 0               | 1         | 0         | 12       | 0      |
| Marchetti         | -              | -              | 2               | 0               | -         | -         | 2        | 0      |
| Micheli           | -              | -              | 1               | 0               | -         | -         | 1        | 0      |
| S. Montanari (II) | 1              | 0              | 3               | 0               | 1         | 0         | 5        | 0      |
| U. Montanari (I)  | 1              | 0              | 9               | 1               | 1         | 0         | 11       | 1      |
| M. Monticelli     | -              | -              | -               | -               | 1         | 0         | 1        | 0      |
| N. Muratori       | 1              | 0              | 6               | 0               | -         | -         | 7        | 0      |
| M. Orgero         | 1              | 0              | 10              | -24             | 1         | -2        | 12       | -26    |
| V. Prato          | -              | -              | 1               | 0               | -         | -         | 1        | 0      |
| Robotti           | -              | -              | 2               | 0               | -         | -         | 2        | 0      |
| Scagni            | -              | -              | 1               | 0               | -         | -         | 1        | 0      |
| Scevola           | -              | -              | 2               | 0               | -         | -         | 2        | 0      |
| G. Scovenna       | -              | -              | 2               | 0               | -         | -         | 2        | 0      |
| A. Sperati        | 1              | 0              | 8               | 0               | -         | -         | 9        | 0      |
| S. Talamazzini    | -              | -              | 2               | 0               | -         | -         | 2        | 0      |
| G. Testa          | -              | -              | 5               | 0               | 1         | 0         | 6        | 0      |
| Valentini         | -              | -              | 1               | 1               | -         | -         | 1        | 1      |